# Голова жінки (Шевченко)
«Голова жінки» — портрет жінки, виконаний Тарасом Шевченком аквареллю на папері в Санкт-Петербурзі 1834 року. Розмір 11,6 × 9,1.
Зліва внизу аквареллю підпис автора і дата: Шевченко 1834. На звороті паспарту чорнилом напис: Рисунок Тараса Григорьевича Шевченко (1814—1861).
У 1934 році в Галереї картин Т. Г. Шевченка у Харкові цей портрет експонувався під назвою «Жіноча голівка» (Каталог, стор. 14, № 8). У літературі зустрічається під назвою «Портрет невідомої жінки»..
Портрет зберігається в Національному музеї Тараса Шевченка. Попередні місця збереження: Всеукраїнський історичний музей ім. Т. Г. Шевченка, Галерея картин Т. Г. Шевченка.